# Markaz Bilqās
Markaz Bilqās (arabiska: مركز بلقاس) är en region i Egypten.   Den ligger i guvernementet Ad-Daqahliyya, i den norra delen av landet, 140 km norr om huvudstaden Kairo.